# Переяславль-Залесское княжество
Переясла́вское кня́жество, Переяславль-Залесское княжество — русское княжество, существовавшее с 1175 по 1302 год в Северо-Восточной Руси с центром в городе Переяславль (ныне Переславль-Залесский).

## История
После победы Михаила и Всеволода Юрьевичей над своими племянниками Мстиславом и Ярополком Ростиславичами 15 июня 1175 года братья поделили свои владения на две части: княжество Владимирское, где сел Михаил, и княжество Переяславское, отданное Всеволоду. После смерти Михаила в 1176 году Всеволод сел во Владимире.
В 1207 году он посадил в Переяславле своего сына Ярослава. Княжество снова выделилось в удел по смерти Всеволода и включало в себя Тверь и Дмитров.
В 1238 году Ярослав находился в Киеве, но Переяславль и Тверь оказали монголам ожесточённое сопротивление. Переяславль был взят монгольскими царевичами сообща за 5 дней. Столько же сопротивлялась Тверь, в которой был убит один из сыновей Ярослава, имя которого не сохранилось. Вскоре Переяславль был восстановлен. По смерти Ярослава Всеволодовича Тверское княжество обособилось в линии потомков его сына Ярослава. В 1262 году в Северо-Восточной Руси, и в том числе в Переяславле, произошло восстание населения против монголо-татарского ига. Чтобы предотвратить карательный поход, Александр отправился в Золотую Орду, по дороге откуда умер в 1263 году. Княжество было передано его сыну Дмитрию Александровичу, который им правил до 1294 года. В 1274 году Дмитрий Александрович стал великим князем Владимирским, оставшись при этом в Переяславле. Это было время наибольшего расцвета княжества. Ядром его были земли вокруг Плещеева озера. Княжество граничило с Московским, Дмитровским и Тверским на западе и северо-западе, с Ростовским, Юрьев-Польским и Владимирским на востоке, юго-востоке и северо-востоке.
В 1302 году умер последний переяславль-залесский князь Иван Дмитриевич, не оставивший прямых наследников, и княжество по его завещанию перешло к его дяде, Даниилу Александровичу, первому князю Московскому, однако после утверждения на великом княжении Владимирском Михаила Ярославича Тверского Переяславль вернулся в состав великого княжества Владимирского, в составе которого окончательно попал под контроль московских князей в 1333—1363 годах. Впервые Переяславль упоминается в завещании Дмитрия Донского (1389). Город с тех пор управлялся московскими наместниками; иногда выдавался в кормление пришлым князьям (например, Дмитрию Ольгердовичу в 1379—1380 годах, Свидригайло Ольгердовичу в 1408 году).

## Князья
- Всеволод Юрьевич Большое Гнездо (1175—1176)
- Ярослав Всеволодович (1212—1246)
- Александр Ярославич Невский (1246—1263)
- Дмитрий Александрович (1263—1293, 1294)
- Андрей Александрович (1293)
- Фёдор Ростиславич Чёрный (1293—1294)
- Иван Дмитриевич (1294—1302)